# Slaget vid Gazala
Slaget vid Gazala var ett viktigt slag under andra världskriget i Nordafrika där Pansararmé Afrika under ledning av Erwin Rommel kringgick den brittiska åttonde arméns försvarslinje vid Gazala och besegrade de brittiska pansarstyrkorna grundligt. Detta ledde till att Tobruk föll och att de brittiska styrkorna retirerade in i Egypten. Manövern brukar anses ovanligt djärv ur militär synvinkel och räknas som en av Rommels största framgångar. Winston Churchill skrev: "This was one of the heaviest blows I can recall during the war" (Barr, Niall (2005). Pendulum of War: The Three Battles of El Alamein). I samband med slaget har de Fria Franska styrkornas insats i striden vid Bir Hakeim uppmärksammats särskilt mycket och har bland annat givit namn åt en bro och en Metrostation i Paris.

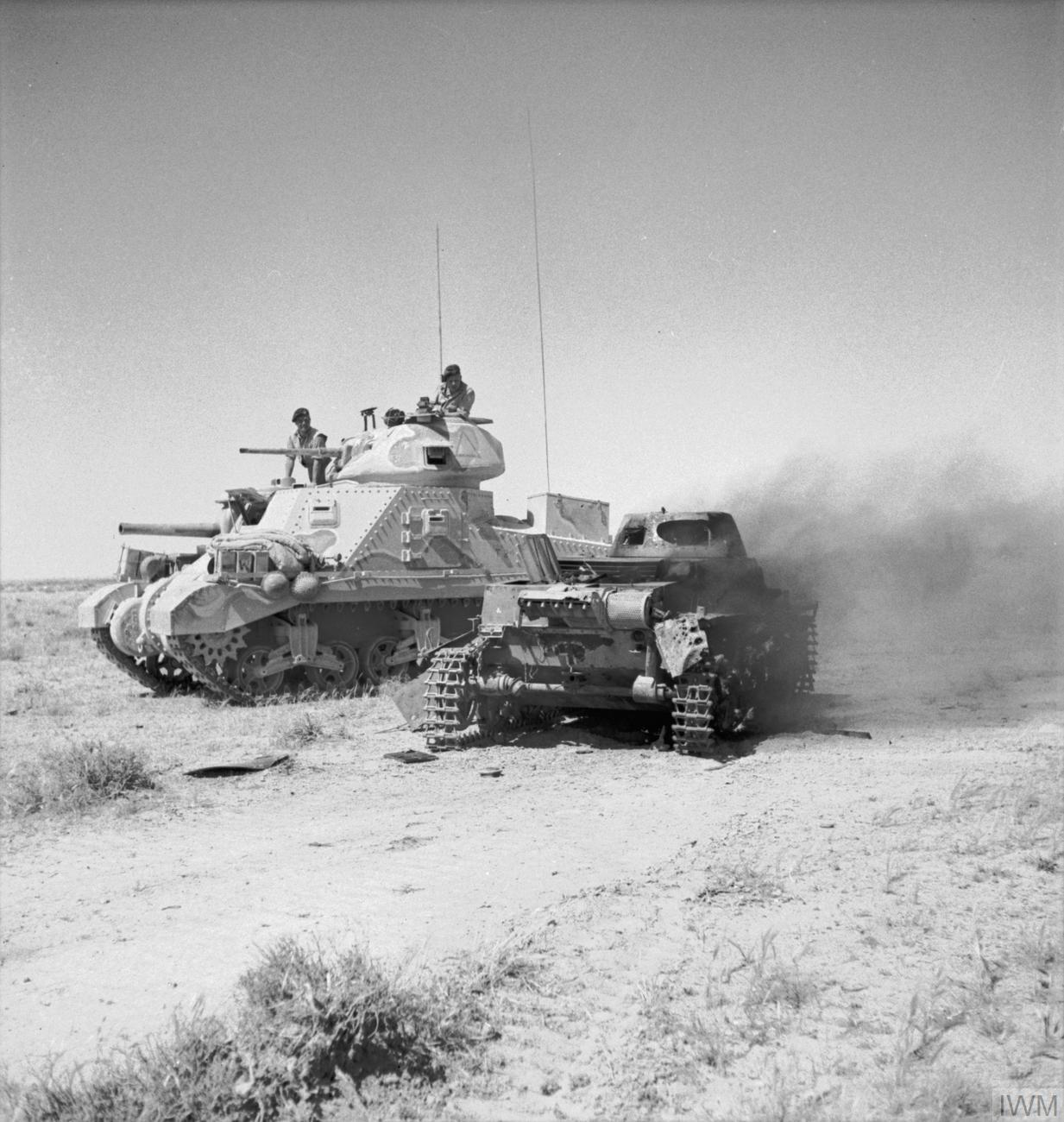
En brittisk stridsvagn av typen M3 Grant, bredvid en utslagen tysk Panzer I, den 6 juni 1942 vid Gazala.